# Collines Apollo 1
 (novembre 2020).
Si vous disposez d'ouvrages ou d'articles de référence ou si vous connaissez des sites web de qualité traitant du thème abordé ici, merci de compléter l'article en donnant les références utiles à sa vérifiabilité et en les liant à la section « Notes et références ».
Les collines Apollo 1 (en anglais : Apollo 1 Hills) sont trois collines très séparées situées dans le cratère Goussev, sur Mars. Elles ont été photographiées à grande distance par l'astromobile Spirit et sont nommées en mémoire des trois astronautes qui sont morts lors de la mission Apollo 1.
- Grissom Hill (d'après Virgil Grissom) est située à 7,5 kilomètres au sud-ouest du site d'atterrissage de l'astromobile Spirit (nommé la Columbia Memorial Station) ;
- Chaffee Hill (d'après Roger B. Chaffee) est située à 14,3 kilomètres au sud-sud-ouest de la Columbia Memorial Station ;
- White Hill (d'après Edward White) est située à 11,2 kilomètres au nord-ouest de la Columbia Memorial Station.

Ces noms ont été publiquement annoncés par Sean O'Keefe, alors administrateur de la NASA, en 2004. Ils ne possèdent cependant aucun caractère officiel au niveau international, l'Union astronomique internationale n'ayant pas, au cours des vingt années qui ont suivi, décidé officiellement de nom pour ces collines.

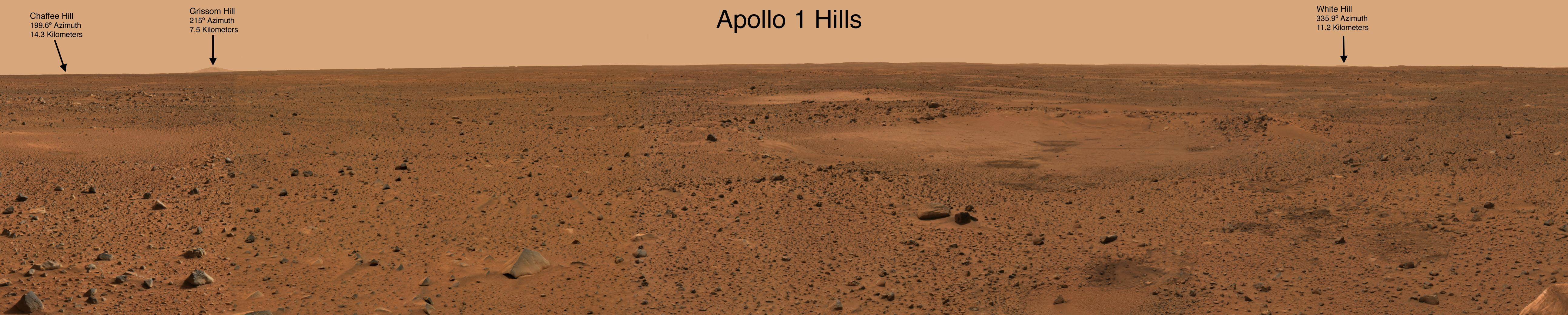
Panorama sur les collines Apollo 1 depuis le site d'atterrissage de l'astromobile Spirit.